# فرد مولی
فرد مولی (انگلیسی: Fred Mulley; زاده ۳ ژوئیهٔ ۱۹۱۸ – درگذشته ۱۵ مارس ۱۹۹۵) سیاستمدار اهل بریتانیا بود.

## سمت‌ها
- وزیر دفاع بریتانیا (۱۹۷۶-۱۹۷۹)
- وزیر آموزش و پرورش و علوم بریتانیا (۱۹۷۵-۱۹۷۶)
- وزیر ترابری بریتانیا (۱۹۷۴-۱۹۷۵)
- نماینده مجلس عوام بریتانیا (۱۹۵۰-۱۹۸۳)